# Bob Murray (Eishockeyspieler, 1948)
Robert John „Bob“ Murray (* 16. Juli 1948 in Peterborough, Ontario) ist ein ehemaliger kanadischer Eishockeyspieler, der im Verlauf seiner aktiven Karriere zwischen 1966 und 1977 unter anderem 204 Spiele für die Atlanta Flames und Vancouver Canucks in der National Hockey League (NHL) auf der Position des Verteidigers bestritten hat. Seinen größten Karriereerfolg feierte Murray jedoch im Trikot der Nova Scotia Voyageurs, mit denen er im Jahr 1972 den Calder Cup der American Hockey League (AHL) gewann.

## Karriere
Murray bestritt seine erste Spielzeit bei den Junioren noch in der Ontario Hockey Association (OHA) bei den Peterborough Petes. Nachdem der Verteidiger dort die Saison 1966/67 verbracht hatte, zog es ihn in die Vereinigten Staaten. Dort begann er seine akademische Ausbildung an der Michigan Technological University. Er setzte sein erstes Collegejahr mit dem Eishockey aus, ehe er sich den Michigan Tech Huskies anschloss. Mit der Eishockeymannschaft der Universität lief Murray drei Jahre lang in der Western Collegiate Hockey Association (WCHA), einer Division im Spielbetrieb der National Collegiate Athletic Association (NCAA), auf. In seinem letzten Jahr wurde der Kanadier zum Spieler des Jahres der WCHA ernannt und zudem in Auswahlmannschaften der WCHA und NCAA berufen.
Im direkten Anschluss an seine abgeschlossene Ausbildung erhielt Murray zunächst keinen Profivertrag. Erst im September 1971 sicherten sich die Canadiens de Montréal aus der National Hockey League (NHL) die Dienste des Free Agents. Sie setzten ihn in seiner Rookiesaison aber in ihrem Farmteam in der American Hockey League (AHL) ein, wo er sich mit den Nova Scotia Voyageurs die Ligameisterschaft in Form des Calder Cups sicherte. In seinem zweiten AHL-Jahr wurde Murray ins AHL First All-Star Team berufen und anschließend im Mai 1973 im Tausch für ein Drittrunden-Wahlrecht im NHL Amateur Draft 1977 an die Atlanta Flames abgegeben. Dort gelang dem Defensivakteur schließlich der Sprung in die NHL, wo er zum Stammspieler avancierte. Er verbrachte fast zwei Jahre bei den Flames, wurde jedoch im März 1975 erneut Teil eines Transfergeschäfts, als er zu den Vancouver Canucks transferiert wurde. Im Gegenzug wechselte Gerry Meehan zu den Atlanta Flames.
Auch bei den Vancouver Canucks lief der Abwehrspieler weiter in der NHL auf. Er gehörte dem Kader bis zwei Monate nach dem Beginn der Spielzeit 1976/77 an, ehe er zum Kooperationsklub Tulsa Oilers in die Central Hockey League (CHL) abgeschoben wurde. Dort beendete Murray das Spieljahr und auch seine aktive Laufbahn.

## Erfolge und Auszeichnungen
| - 1971 WCHA Player of the Year - 1971 WCHA First All-Star Team - 1971 NCAA West First All-American Team | - 1972 Calder-Cup-Gewinn mit den Nova Scotia Voyageurs - 1973 AHL First All-Star Team |

## Karrierestatistik
(Legende zur Spielerstatistik: Sp oder GP = absolvierte Spiele; T oder G = erzielte Tore; V oder A = erzielte Assists; Pkt oder Pts = erzielte Scorerpunkte; SM oder PIM = erhaltene Strafminuten; +/− = Plus/Minus-Bilanz; PP = erzielte Überzahltore; SH = erzielte Unterzahltore; GW = erzielte Siegtore; 1 Play-downs/Relegation; Kursiv: Statistik nicht vollständig)